# Siddharta (glazbeni sastav)
Siddharta je slovenski rock sastav, koji je nastao 1995. godine i jedan je od najpoznatijih novijih slovenskih bendova. Krajem 1996. godine imali su prvi nastup s vlastitim pjesmama u klubu K4 u Ljubljani. Šest godina poslije, 13. rujna 2003., imali su veliki koncert na Bežigrajskom stadionu u Sloveniji zajedno sa Simfonijskim orkestrom RTV (Radio televizija Slovenija), kojem je prisustvovalo 34.000 ljudi.

## Članovi
- Tomi Meglič - vokal, prateći vokal, gitara
- Primož Benko - gitara, prateći vokal
- Jani Hace - bas
- Tomaž Okroglič-Rous - klavijature (od 1999.)
- Cene Resnik - saksofon, klavijature (od 1996.)
- Boštjan Meglič - bubnjevi

## Diskografija
- ID (1999.)
- Lunanai EP (2000.)
- Nord (2001.)
- Silikon delta (2002.)

- Rh- (2003.)
- Rh- (Bloodbag Limited Edition) (2003.)
- Rave EP (2005.)
- My Dice EP (2005.)
- Rh- (Special Edition) (2005.)
- Rh- (English Edition) (2005.)
- My Dice EP (2005.)
- Petrolea (2006.)
- Male Roke EP (2007.)
- Izštekani (Unplugged) (2007.)
- Vojna idej EP (2008.)
- Napalm 3 EP (2009.)
- Baroko EP (2009.)
- Angel Diabolo EP (2009.)
- Saga (2009.)
- VI (2011.)
- VI (English Edition) (2012.)
- Infra (2015.)
- Ultra (2015.)
- Nomadi (2018.)
- ID20 (2019.)

## Vanjske poveznice
- Službene stranice
- Testtube  Arhivirana inačica izvorne stranice od 31. prosinca 2005. (Wayback Machine) - tvrtka odgovorna za spote Siddharte